# Brenno (Pologne)
Pour les articles homonymes, voir Brenno (homonymie).
Brenno (prononciation : [ˈbrɛnnɔ]) est un village polonais de la gmina de Wijewo dans le powiat de Leszno de la voïvodie de Grande-Pologne dans le centre-ouest de la Pologne.
Il se situe à environ 3 kilomètres au nord-est de Wijewo (siège de la gmina), à 26 kilomètres à l'ouest de Leszno (siège du powiat) et à 71 kilomètres au sud-ouest de Poznań (capitale régionale).
Le village possédait une population approximative de 1 200 habitants en 2005.

## Histoire
De 1975 à 1998, le village faisait partie du territoire de la voïvodie de Leszno.

Depuis 1999, Brenno est situé dans la voïvodie de Grande-Pologne.